# Katastrofa lotu United Airlines 232
Katastrofa lotu United Airlines 232, awaryjne lądowanie w Sioux City – katastrofa lotnicza, która wydarzyła się 19 lipca 1989 w Sioux City. McDonnell Douglas DC-10-10 należący do linii United Airlines rozbił się w czasie podchodzenia awaryjnego do lądowania na lotnisku w Sioux City w stanie Iowa. W katastrofie zginęło 111 osób spośród 296 osób na pokładzie.

## Samolot i załoga
McDonnell Douglas DC-10-10, numer rejestracyjny N1819U dostarczony do United Airlines w 1971 roku. Do momentu katastrofy miał wylatane 43 401 godzin.
- Kapitan Alfred C. Haynes (57 lat) – zatrudniony w United Airlines od 1956 roku licencjonowany pilot DC-10 i Boeinga 727. Na swoim koncie miał 29 967 godzin w powietrzu, w tym 7190 na DC-10.
- Pierwszy oficer William R. Records (48 lat) – zatrudniony w United Airlines od 1969 roku, na swoim koncie miał około 20 000 godzin lotu, w tym 665 na DC-10.
- Mechanik pokładowy Dudley J. Dvorak (51 lat) – zatrudniony w United Airlines od 1986 roku, na swoim koncie miał około 15 000 godzin lotu, w tym 1903 jako mechanik pokładowy B727 i 33 godziny w DC-10[1].

## Przebieg lotu
DC-10 leciał z lotniska Stapleton International Airport w Denver do Philadelphia International Airport w Filadelfii z międzylądowaniem w O’Hare International Airport w Chicago. Na pokładzie samolotu znajdowało się 11 członków załogi i 285 pasażerów, w tym 52 dzieci. Maszyna wystartowała o godz. 14:09 do Chicago i wzniosła się na 37 tys. stóp.
67 minut po starcie z Denver, na wysokości 37 tys. stóp, rozległ się głośny huk, po którym nastąpiły odczuwalne wibracje i drgania konstrukcji samolotu. Nastąpiło także wyłączenie autopilota. Przyrządy wskazywały niezidentyfikowane uszkodzenie silnika numer 2 (zamontowanego w stateczniku pionowym). Kapitan nakazał drugiemu pilotowi podjęcie sterowania ręcznego, sam zaś próbował wyłączyć uszkodzony silnik według procedury przewidzianej dla uszkodzenia jednostki napędowej, jednak dźwignia regulująca obroty silnika nr 2 uległa zablokowaniu, podobnie jak dźwignia regulująca dopływ paliwa do silnika nr 2. Wyłączenie uszkodzonego silnika nastąpiło dopiero po awaryjnym odcięciu dopływu paliwa do jednostki napędowej nr 2.
Gdy kapitan Haynes wyłączył silnik nr 2, ku wielkiemu zaskoczeniu zobaczył, że drugi pilot ustawił stery w pozycji maksymalnego wychylenia w lewo, równocześnie ściągając je gwałtownie do siebie. Tak skrajnych wychyleń samolotu – ustawienie sterów nakazywało maksymalne pochylenie maszyny na lewe skrzydło z równoczesnym maksymalnym poderwaniem dziobu samolotu – nie stosuje się w czasie lotów rejsowych. Co jeszcze bardziej zaskoczyło kapitana, samolot zachowywał się dokładnie przeciwnie, niż nakazywało to wychylenie sterów: dziób maszyny powoli opadał, a samolot znajdował się w pogłębiającym się stopniowo wychyleniu na prawe skrzydło. Kapitan Haynes próbował ustabilizować lot maszyny za pomocą swojego zestawu sterów, ale samolot nie zareagował; ponieważ pochylenie maszyny na prawe skrzydło zbliżało się do wartości krytycznej, grożącej odwróceniem się maszyny o 180 stopni, co prowadziło do katastrofy, Haynes przestawił silnik nr 1, znajdujący się na lewym skrzydle, na bieg jałowy, równocześnie maksymalnie zwiększając obroty znajdującego się na prawym skrzydle silnika nr 3. Asymetria ciągu silników spowodowała, że prawe skrzydło zaczęło się unosić i samolot powoli wyrównał lot. Wtedy mechanik pokładowy poinformował kapitana, że ciśnienie i objętość płynu w trzech niezależnych systemach hydraulicznych, odpowiedzialnych za sterowanie samolotem, spadły do zera – oznaczało to całkowitą utratę sterowności. O godz. 15:20 piloci zgłosili awarię do wieży w Sioux City. W międzyczasie swą pomoc w sterowaniu samolotem zaproponował pasażer – Dennis E. Fitch – instruktor lotów na DC-10. Stan maszyny zszokował Fitcha: był on doświadczonym pilotem, ale nie zetknął się z sytuacją całkowitej utraty wszystkich trzech systemów hydraulicznych. Okazało się, że producent nie przewidział procedur awaryjnych w takiej sytuacji, a piloci nie byli szkoleni do radzenia sobie w sytuacji całkowitej utraty sterowania, gdyż uznawano ją za nieprawdopodobną. Pozbawiony sterowności DC-10 zaczął wykazywać tzw. fugoidę: poruszał się sinusoidalnym torem lotu w płaszczyźnie pionowej, wraz z cyklicznymi skokami prędkości oraz nierównomiernym wychylaniem się maszyny na lewe bądź prawe skrzydło. Fitchowi udało się, za pomocą niezależnego sterowania ciągiem silników znajdujących się na skrzydłach, ograniczyć w pewnym stopniu fugoidę oraz odzyskać częściową kontrolę nad lotem maszyny. Dzięki temu był w stanie ustawić samolot na kursie do lądowania na lotnisku w Sioux City. Było to zadanie bardzo trudne z uwagi na ciągłą tendencję maszyny do skręcania w prawo.
Samolot zbliżał się do lotniska, jakkolwiek z uwagi na brak sterowania klapami, prędkość schodzenia była za duża (opadanie ok. 34 km/h i prędkość 215 węzłów, tj. ok. 400 km/h). Fitchowi udało się ustawić samolot w osi pasa startowego (zamiast zamierzonego długiego pasa 31, maszyna ustawiła się w osi dość krótkiego pasa 22, czego z uwagi na brak czasu nie było już możliwości skorygować), niestety w ostatnich sekundach przed lądowaniem samolot przechylił się nieco na prawe skrzydło. Fitch zwiększył ciąg silnika nr 3, licząc, że w ostatniej chwili uda się jeszcze wyrównać ustawienie samolotu, ale przechyłu nie udało się zlikwidować i tuż przed przyziemieniem koniec prawego skrzydła, prawe podwozie główne i gondola silnika nr 3 zahaczyły o nawierzchnię pasa. Spowodowało to gwałtowny obrót w prawo całej maszyny oraz rozerwanie skrzydła i wylanie się pozostającego w zbiornikach paliwa, które prawie natychmiast zapłonęło. W efekcie samolot tuż po uderzeniu w pas startowy rozpadł się na trzy duże części i szereg mniejszych i stanął w płomieniach. Fragmenty samolotu siłą rozpędu sunęły po pasie, koziołkując, jeden z fragmentów kabiny zatrzymał się w sąsiadującym z lotniskiem polu kukurydzy. Przebieg katastrofy zarejestrowała miejscowa stacja telewizyjna.

## Ofiary katastrofy
Spośród 296 ludzi na pokładzie życie straciło 112 osób. Oficjalna statystyka NTSB – Amerykańskiej Narodowej Rady Bezpieczeństwa Transportu – podaje 111 ofiar śmiertelnych. Jest to spowodowane przyjętą przez NTSB zasadą, że za ofiary śmiertelne uznaje się osoby, które poniosły śmierć w ciągu 30 dni od chwili wypadku. 112. ofiara lądowania w Sioux City zmarła 31 dni po katastrofie i jest zaliczana do osób ciężko rannych. Ze wszystkich pasażerów:
- 35 osób zmarło z powodu zatrucia dymem
- 76 osób zmarło z przyczyn innych niż dymu – głównie przez odniesione obrażenia wewnętrzne
- 1 osoba zmarła 31 dni po wypadku
- 41 osób zostało ciężko rannych
- 121 osób odniosło drobne urazy
- 13 osób wyszło z katastrofy niemal bez szwanku.

Pasażerowie, którzy zginęli z powodów innych niż zaczadzenie dymem, siedzieli w rzędach 1-4, 24-25 i 28-38, a pasażerowie, którzy zginęli w wyniku wdychania dymu siedzieli w rzędach 14, 16 i 22-30. Na pokładzie samolotu znajdowało się 52 dzieci, w tym czwórka obecna ze względu na zorganizowany przez linie United Airlines Dzień Dziecka. Jedenaścioro dzieci nie przeżyło katastrofy.

## Przyczyny katastrofy
Z zeznań Fitcha, Haynesa, Recordsa i Dvoraka wynikało, że tajemniczy wybuch, awaria silnika nr 2 i całkowita utrata płynu w systemach hydraulicznych nastąpiły prawie równocześnie o godzinie 15:16, 67 minut po starcie. W tym samym momencie doszło do powstania licznych uszkodzeń, widocznych na zdjęciach DC-10 zrobionych przed awaryjnym lądowaniem: uszkodzony był statecznik pionowy, gondola silnika nr 2 i usterzenie ogonowe. Eksperci i technicy NTSB zbadali odnalezione fragmenty przewodów hydraulicznych; odnaleźli liczne uszkodzenia i przebicia tych przewodów w odcinkach przebiegających w ogonowej części samolotu. Badanie uszkodzeń doprowadziło do odnalezienia na ich krawędziach pewnych ilości tytanu. Metal ten – z uwagi na dużą lekkość, a zarazem dużą twardość – stosowany jest do produkcji tych elementów samolotu, które muszą znosić bardzo duże obciążenia w czasie pracy; w ogonowej części DC-10, z tytanu wykonany był dysk turbiny silnika nr 2, zamontowanego w stateczniku pionowym samolotu. Eksperci NTSB przeszukali cały teren katastrofy w poszukiwaniu tego dysku.
Gdy okazało się, że na miejscu katastrofy nie znaleziono żadnych fragmentów dysku turbiny silnika nr 2, postawiono następującą hipotezę: o godzinie 15:16 z tajemniczych przyczyn dysk turbiny uległ rozerwaniu na kawałki (powodując słyszany przez załogę i pasażerów głośny huk), które z ogromną prędkością rozleciały się dookoła; twarde kawałki tytanu przebiły wszystko wokół, w tym jeden z systemów hydraulicznych, który przebiegał w niewielkiej odległości od silnika, oraz dwa pozostałe, przebiegające w poziomym usterzeniu ogonowym. Dodatkowo kawałki dysku turbiny uszkodziły przewody odpowiedzialne za sterowanie silnikiem (dlatego kapitan Haynes nie mógł zmniejszyć obrotów silnika nr 2 ani zmniejszyć dopływu paliwa). Aby ustalić przyczynę zniszczenia dysku turbiny, należało odnaleźć szczątki feralnego dysku. Eksperci NTSB wyznaczyli przybliżony obszar, w którym doszło do zniszczenia turbiny, jednak poszukiwania na ziemi nie przyniosły rezultatu (odnaleziono oderwane fragmenty usterzenia ogonowego i gondoli silnika nr 2, co potwierdziło tezę, że widoczne na zdjęciach uszkodzenia kadłuba maszyny w części ogonowej nastąpiły o 15:16, w momencie głośnego wybuchu). Firma General Electric Aircraft Engines, producent silnika, wyznaczyła 50 000 dolarów nagrody dla osoby, która odnajdzie dysk, oraz 1000 dolarów za każdą odnalezioną łopatkę turbiny.
10 października 1989 Janice Sorenson, mieszkanka miejscowości Alta w stanie Iowa, podczas żniw na polu kukurydzy natrafiła swoim kombajnem na tajemniczą przeszkodę; okazała się nią być wielka metalowa tarcza, wbita na głębokość 30–40 cm w ziemię pośrodku pola. Sorenson wezwała techników NTSB, którzy stwierdzili, że znalezisko to część poszukiwanego dysku turbiny (Alta leżała tuż poza wyznaczonym pierwotnie obszarem poszukiwań). W dalszej kolejności na polu Sorensonów odnaleziono drugą dużą część dysku oraz luźne łopatki turbiny. Ponad połowę z otrzymanych 60 000 dolarów Sorensonowie przekazali na cele charytatywne związane z pomocą ofiarom katastrofy lotu 232.
Szczegółowe badanie odzyskanych fragmentów dysku wentylatora wykazało, że na krawędziach pęknięcia znajdują się wyraźne ślady zmęczenia materiału. Dalsze badania doprowadziły do odkrycia mikroskopijnych ubytków w strukturze dysku w rejonie, gdzie odkryto ślady zmęczenia materiału. Eksperci stwierdzili, że te ubytki powstały w wyniku niedokładnej obróbki tytanu w procesie metalurgicznym: przez stopiony tytan przepuszcza się gazowy azot, by wyprzeć zeń powietrze i zapobiec powstawaniu tlenków tytanu. Przy produkcji dysków użyto zbyt dużej ilości azotu i mikroskopijne pęcherzyki gazu zostały uwięzione w krzepnącym po odlaniu dysku turbiny; one właśnie stały się zaczątkiem zmian zmęczeniowych, jakie przez lata zachodziły w poddanym obciążeniom (wirującym przez wiele godzin podczas lotu z prędkością 3800 obrotów/minutę) dysku turbiny, prowadząc do powstania pęknięcia. Personel naziemny bada dyski turbiny na okoliczność pęknięć zmęczeniowych, pokrywając dysk specjalnym fluorescencyjnym płynem, uwidaczniającym pęknięcia, jednak, jak dowiodło śledztwo NTSB, stosowne badanie feralnego dysku przez pracowników United Airlines było prowadzone niedokładnie i nieuważnie, dzięki czemu możliwe było przeoczenie pęknięcia o wielkości kilkunastu milimetrów (teoretycznie badanie płynem fluorescencyjnym powinno wykryć pęknięcie o wielkości poniżej 1 mm). Pęknięcie stopniowo przyrastało i 19 lipca 1989 osiągnęło wartość krytyczną; dysk pękł na dwie części, które natychmiast wystrzeliły w przeciwnych kierunkach, dodatkowo oderwaniu od dysku uległa część łopatek turbiny, które również rozleciały się z ogromną prędkością na wszystkie strony, przy czym większa ich część przebiła usterzenie ogonowe i statecznik pionowy, przecinając przewody hydrauliczne. NTSB zarządziło natychmiastową kontrolę wszystkich silników zawierających tytanowe dyski turbiny wyprodukowane w tej samej serii co feralny dysk; na kilkunastu z nich również wykryto pęknięcia zmęczeniowe.
NTSB opublikowało przyczyny katastrofy dnia 1 listopada 1990.

## Pokłosie katastrofy
Według ekspertów z zakresu katastrof lotniczych, awaryjne lądowanie lotu 232, pomimo faktu, iż zginęło ponad 100 osób, było pierwszym tak udanym awaryjnym lądowaniem samolotu, który całkowicie utracił sterowność. Wcześniejsze sytuacje, gdy załoga w czasie lotu traciła całkowicie możliwość kierowania maszyną za pomocą sterów, kończyły się zawsze katastrofą i śmiercią wszystkich (katastrofa lotu Turkish Airlines 981, katastrofa lotnicza w Lesie Kabackim) lub prawie wszystkich osób na pokładzie samolotu (katastrofa lotu Japan Airlines 123 – ocalały cztery z 524 osób na pokładzie). Zdaniem Haynesa, na fakt, że ocalały 184 osoby, a więc ponad 60% znajdujących się na pokładzie, wpływ miało kilka czynników:
- do katastrofy doszło w ciągu dnia;
- dobrowolna pomoc Dennisa Fitcha, który sterując mocą silników, odciążył pracę pozostałych pilotów.
- w momencie, w którym doszło do katastrofy, w szpitalach w okolicy Sioux City przebywał zarówno personel ze zmiany porannej, jak i popołudniowej, dzięki czemu była dostępna bardzo duża liczba lekarzy, którzy mogli się zająć poszkodowanymi;
- w momencie katastrofy na lotnisku w Sioux City znajdowało się na ćwiczeniach 285 członków Gwardii Narodowej, którzy natychmiast po katastrofie przystąpili do ratowania poszkodowanych i udzielania im pomocy.

Haynes podkreślał również współpracę załogi oraz personelu naziemnego – kontrolera lotów, służb ratowniczych – która również, jego zdaniem, przyczyniła się do przeżycia dużej liczby pasażerów.
Katastrofa miała wpływ na zasady przewozu dzieci w samolotach: do katastrofy w Sioux City dopuszczano przewóz dziecka na kolanach osoby dorosłej, bez konieczności wykupywania osobnego siedzenia; w sytuacji awaryjnej, dzieci te miały zostać położone na podłodze, gdyż nie było żadnej innej możliwości bezpiecznego ulokowania ich na czas awaryjnego lądowania. Jedno z czterech takich dzieci na pokładzie lotu 232 zmarło na skutek zatrucia dymem. Od tej pory, na skutek kampanii prowadzonej przez ocalałą z katastrofy starszą stewardesę, wprowadzono zasadę, że każde dziecko na pokładzie samolotu musi mieć swoje siedzenie.
Zmieniono również konstrukcję przewodów hydraulicznych, wprowadzając specjalne zawory odcinające: w momencie uszkodzenia przewodu hydraulicznego ograniczają one utratę płynu hydraulicznego do miejsca, gdzie nastąpiło uszkodzenie, dzięki czemu uszkodzenie przewodów hydraulicznych np. w części ogonowej samolotu nie ma wpływu na możliwość operowania powierzchniami sterowymi na skrzydłach samolotu i nie powoduje całkowitej utraty sterowności.

## Film
W 1992 r. w oparciu o wydarzenia w Sioux City nakręcono film katastroficzny pod tytułem „Crash Landing: The Rescue of Flight 232” wyświetlany w Polsce pod tytułem „Tysiąc bohaterów”.
Katastrofa lotnicza, będąca główną osią filmu fabularnego Bez lęku (reż. Peter Weir) z 1993 roku jest wzorowana na katastrofie w Sioux City.